# Gloging
Gloggingul este asemănător bloggingului, dar este o diferență: în glogging, blogul este sub forma unui poster. Glogul poate avea mai multe pagini sub formă de postere.Gloging[nefuncțională]